# Svätý Kríž
Svätý Kríž (ungarisch Szentkereszt) ist eine Gemeinde im Okres Liptovský Mikuláš innerhalb des Žilinský kraj in der Slowakei.
Der Ort liegt in der Podtatranská kotlina (Unter-Tatra-Kessel) am Bach Krížanka, zwischen der Niederen Tatra im Süden und der Talsperre Liptovská Mara im Norden.
Der Name (deutsche Entsprechung wäre „Heiligenkreuz“) bezieht sich auf eine alte gotische Kirche der Auffindung des Kreuzes, die im 13. Jahrhundert erbaut wurde. Der Ort übernahm später den Namen und wurde zum ersten Mal 1277 als Chermele erwähnt. 1863 wurden die bis dahin selbständigen Orte Ančikovany, Priechod und Záhorovisko eingemeindet, 1882 auch Cínovisko, Črmnô, Kraľovany, Motkovisko und Stráňany.

## Kultur

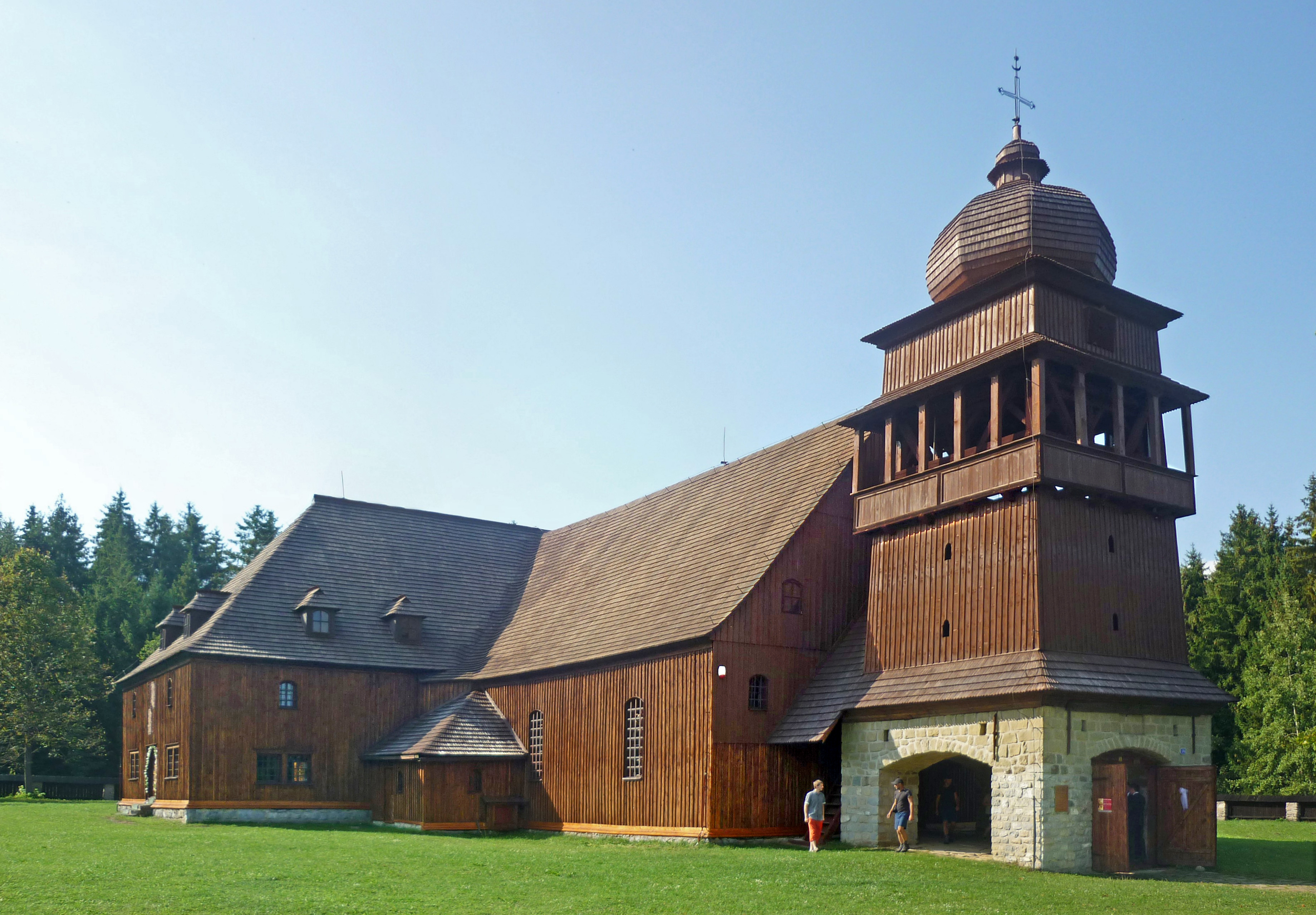
Artikularkirche von Svätý Kríž

In Svätý Kríž befindet sich eine evangelische Artikularkirche aus dem Jahr 1774, die ursprünglich in der Gemeinde Paludza stand. Als dieser Ort 1974 während des Baus der Talsperre Liptovská Mara aufgegeben wurde, wurde die Kirche hierher gebracht.

## Bevölkerung
| Jahr                | 1994 | 2004     | 2014     | 2024     |
| ------------------- | ---- | -------- | -------- | -------- |
| Anzahl der Personen | 611  | 683      | 801      | 964      |
| Unterschied         |      | +11,78 % | +17,27 % | +20,34 % |

| Jahr                | 2023 | 2024    |
| ------------------- | ---- | ------- |
| Anzahl der Personen | 938  | 964     |
| Unterschied         |      | +2,77 % |